# 西町停留場
西町停留場（にしちょうていりゅうじょう）は、富山県富山市西町にある、富山地方鉄道富山軌道線本線の停留場である。駅番号はC08。

## 概要
富山県道43号富山上滝立山線上の併用軌道に設置されている。なお、当停留場では環状線電車への乗降ができないため、環状線電車から南富山駅前駅方面に乗り換える場合は、中町（西町北）停留場で降車する際に料金を支払って乗り継ぎ券を受け取り、当停留場まで移動して乗り換える必要がある。

## 歴史

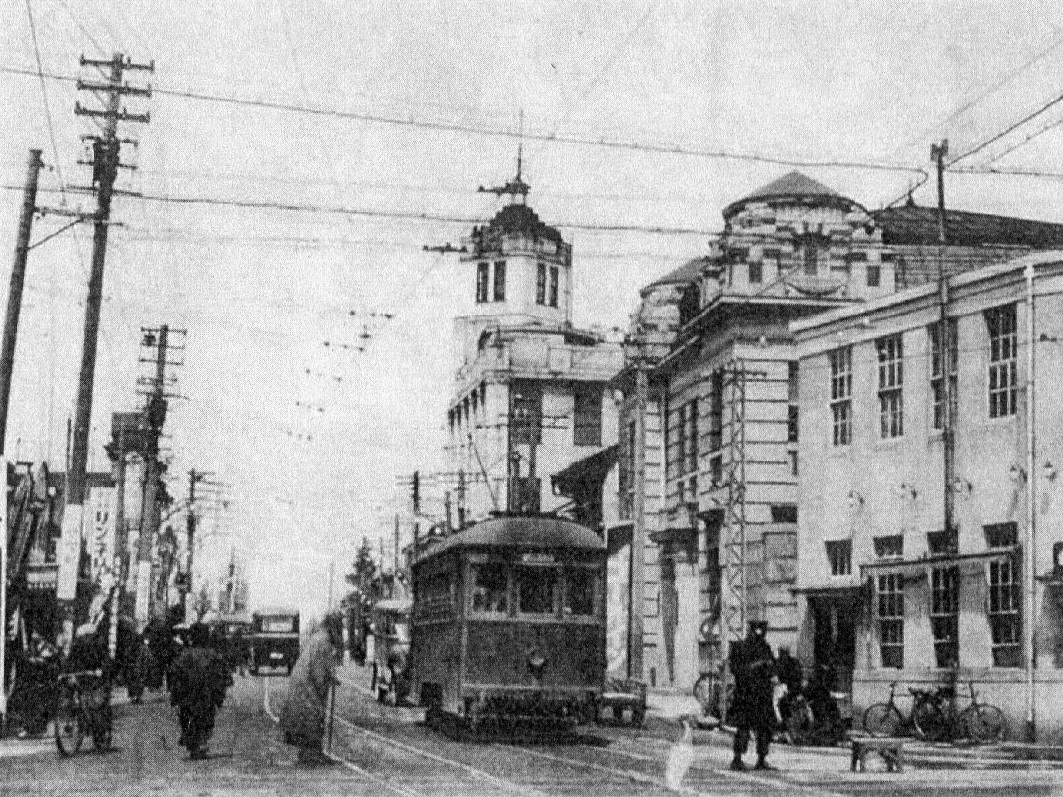
戦前の西町交叉点と停留場。『富山県郷土の山水　呉羽山中心以東編』（村上陽一郎編、1932年（昭和7年）7月、光洋社）所収。

開業時には、本線（富山駅前 - 桜橋 - 共進会場前）と支線（富山駅前 - 総曲輪 - 西町）の分岐停留場として開業している。さらに1928年（昭和3年）には東部線の分岐駅にもなったが、その後の路線廃止により中間停留場となっていた。しかし、富山都心線開業により再び分岐停留場となっている。ただし前述するように当停留場では環状線電車には乗降できない。

### 年表
- 1913年（大正2年）9月1日：富山電気軌道の停留場として開業[2]。
- 1920年（大正9年）7月1日：富山市に譲渡され、富山市営軌道の停留場となる[3]。
- 1928年（昭和3年）10月21日：東部線（西町 - 通坊前 - 東田地方間）開業[4]。
- 1943年（昭和18年）1月1日：路線譲渡により富山地方鉄道の停留場となる[5]。
- 1945年（昭和20年）8月2日：富山大空襲の戦災より休止[6]。
- 1946年（昭和21年）
  - 1月14日：南富山駅前 - 富山駅前間復旧に伴い営業再開[7]。
  - 5月15日：新富山駅前 - 西町間復旧に伴い越前町方面営業再開[7]。
- 1948年（昭和23年）9月1日：西町 - 雪見橋間復旧に伴い通坊前方面営業再開[7]。
- 1950年（昭和25年）
  - 10月1日：笹津線が南富山駅前から当停留場までの乗り入れ[8]。
  - 12月31日 ：射水線が新富山駅前から当停留場までの乗り入れ[8]｡
- 1961年（昭和36年）7月18日：射水線乗り入れ中止[8]。
- 1967年（昭和42年）10月10日：笹津線乗り入れ中止[9]。
- 1973年（昭和48年）3月31日：支線（西町 - 丸の内間）廃止[9]。
- 1984年（昭和59年）4月1日：東部線・山室線（西町 - 不二越駅前間）廃止[2]。
- 2009年（平成21年）12月23日：富山都心線（丸の内 - 国際会議場前 - 西町間）開業[10]。

## 停留場構造
相対式ホーム2面2線の地上駅。ホームは千鳥式配置。かつては南富山駅前方面に渡り線があったが、撤去された。

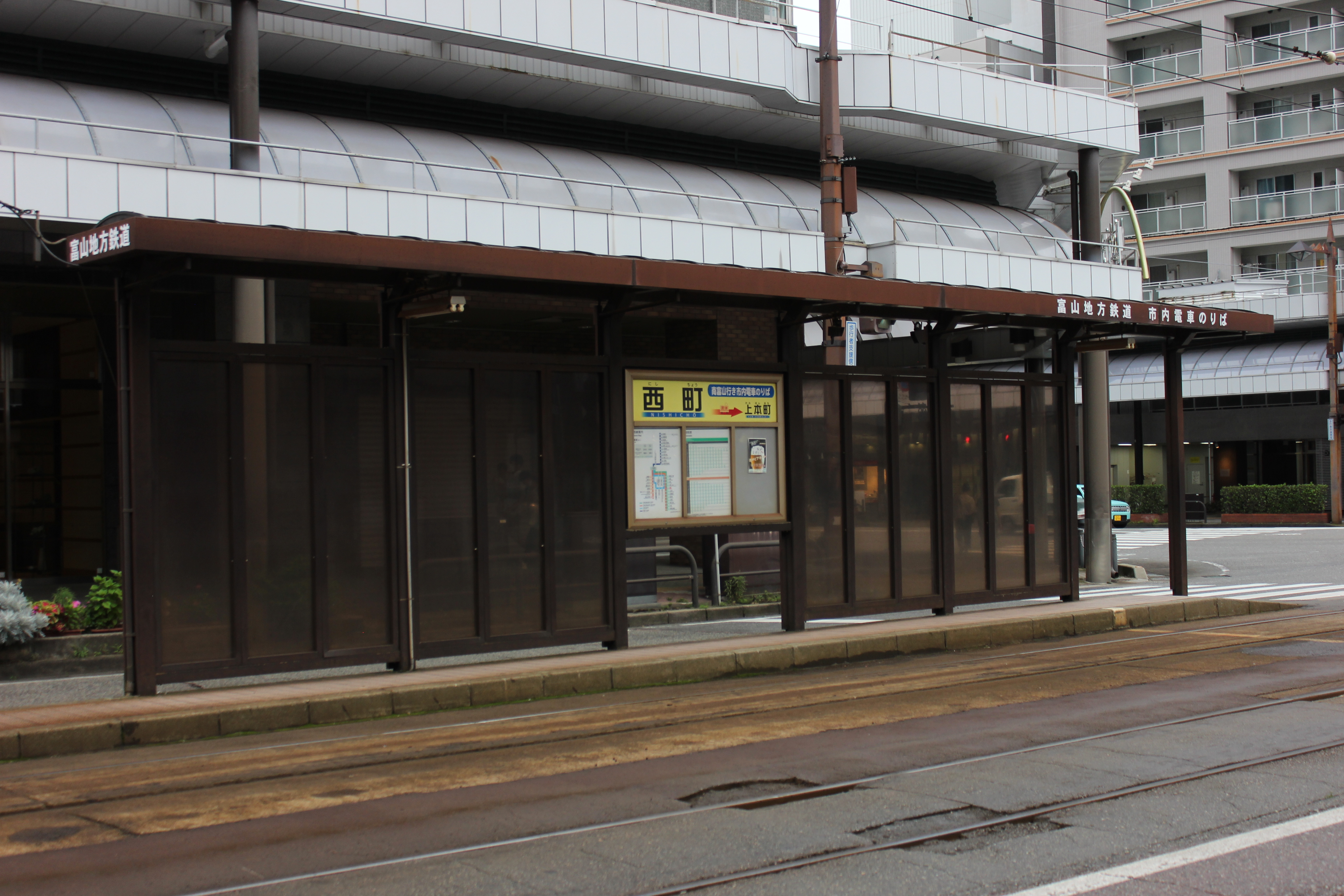
停留場北側（2020年7月）
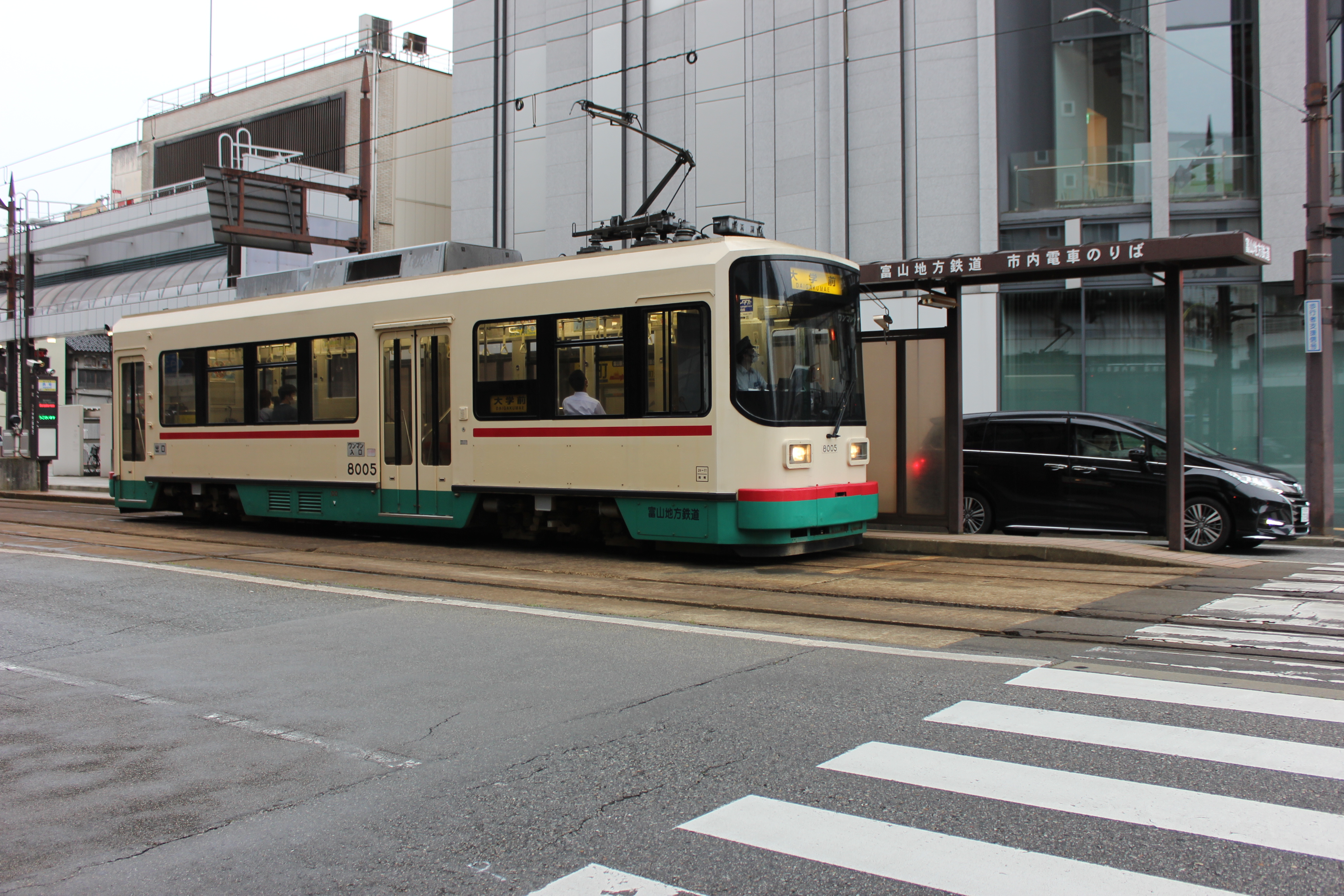
停留場南側（2020年7月）

## 停留場周辺
- 西町（にしちょう）商店街
- TOYAMAキラリ
  - 富山市立図書館 本館、富山市ガラス美術館、富山第一銀行 本店
- 富山地鉄西町乗車券センター（電車・バス定期券・ICカード発売所）
- 北陸銀行本店（電気ビル支店）
- 富山銀行富山支店（富山駅前支店・柳町支店）
- 中央通りさんぽ〜ろ商店街
- てるてる亭
- ギャルリ・ミレー
- 総曲輪通り商店街
- 総曲輪フェリオ（大和富山店）
- グランドプラザ
- 本願寺富山西別院・東別院

## 隣の停留場
富山地方鉄道
富山軌道線（本線）
上本町停留場 (C07) - 西町停留場 (C08) - 中町（西町北）停留場 (C09)（富山大学前・岩瀬浜方面のみ停車） - 荒町停留場 (C10)
富山軌道線（支線）（1973年廃止）
越前町停留場 - 西町停留場
富山軌道線（東部線）（1984年廃止）
西町停留場 - 中教院前停留場